# Eddy Van Hoof
Eddy Van Hoof (ca. 1953) is een Belgisch voormalig korfballer, korfbalcoach en -bestuurder.

## Levensloop
Van Hoof werd op 10-jarige leeftijd actief bij AKC, alwaar hij van 1969 tot 1989 in de eerste ploeg aantrad. In loondienst van deze club werd hij in 1984 uitgeroepen tot 'Speler van het Jaar'.
Na zijn spelerscarrière werd hij actief als coach van deze club, een functie die hij acht jaar uitoefende. Vervolgens was hij van 1997 tot 2001 coach van het Belgisch korfbalteam. Hierop volgend keerde hij terug naar zijn jeugdclub en van 2008 tot 2012 werd hij wederom bondscoach. Hierop aansluitend werd hij aangesteld als coach van Borgerhout/Groen-Wit, een functie die hij uitoefende tot 2017. Hij werd driemaal uitgeroepen tot 'coach van het jaar' (2007, 2008 en 2014).
Na zijn carrière als coach werd hij aangesteld als technisch directeur van de KBKB, een functie die hij uitoefende tot 2018.